# Kéknyakú csörgőmadár
A kéknyakú csörgőmadár (Eurystomus orientalis) a madarak osztályának szalakótaalakúak (Coraciiformes) rendjébe és a szalakótafélék (Coraciidae) családjába tartozó nem.

## Rendszerezése
A fajt Carl von Linné svéd természettudós írta le 1766-ban, a Coracias nembe Coracias orientalis néven.

## Alfajai
- Eurystomus orientalis cyanocollis Vieillot, 1819 - a Himalája vidéke és onnan keletre Kína nagy része, Szibéria délkeleti része, a Koreai-félsziget és Japán
- Eurystomus orientalis orientalis (Linnaeus, 1766) - az Indokínai-félsziget, a Maláj-félsziget, Szumátra, Jáva, Borneó és a Fülöp-szigetek
- Eurystomus orientalis laetior Sharpe, 1890 India délnyugati része
- Eurystomus orientalis gigas Stresemann, 1913 - az Andamán-szigetek déli része
- Eurystomus orientalis irisi Deraniyagala, 1951 - Srí Lanka
- Eurystomus orientalis oberholseri Junge, 1936 - Simeulue szigete (Szumátra északnyugati partvidéke mentén)
- ausztrál csörgőmadár (Eurystomus orientalis pacificus) (Latham, 1801) - eredetileg különálló fajként írták le, a Kis-Szunda-szigeteken és Ausztrália északi és keleti részén él.
- Eurystomus orientalis waigiouensis Elliot, DG, 1871 - eredetileg különálló fajként írták le, Új-Guinea szigetén, a D'Entrecasteaux-szigeteken és a Louisiade-szigeteken él [2]
- Eurystomus orientalis crassirostris Sclater, PL, 1869 - eredetileg különálló fajként írták le, a Bismarck-szigeteken él
- Eurystomus orientalis solomonensis Sharpe, 1890 - eredetileg különálló fajként írták le, a Salamon-szigeteken él

## Előfordulása
Ázsia keleti részén és Ausztrália területén honos. Természetes élőhelyei a mérsékelt övi erdők,  szubtrópusi és trópusi síkvidéki és hegyi esőerdők, cserjések, valamint legelők és szántóföldek, vidéki kertek és városi régiók. Vonuló faj.

## Megjelenése
Testhossza 32 centiméter,  testtömege 117-186 gramm.  Feje és nyakának hátsó része olajbarna, dolmánya és válla, szárnya és alsó oldala tengerzöld. Állán és torkán lévő nagy foltja mélykék színű. A fekete evezők és farktollak igen keskeny külső szegélye mélykék színű, ellenben az első hat evező tőfoltjai kékek s ezáltal szárnytükör keletkezik. A kormánytollak alsó oldalukon indigókékek. Csőre és lába piros.
|  |

## Szaporodása
Fészekalja 3-4 tojásból áll.

## Természetvédelmi helyzete
Az elterjedési területe rendkívül nagy, ugyan csökken, de még nem éri el a kritikus szintet. A Természetvédelmi Világszövetség Vörös listáján nem fenyegetett fajként szerepel.